# Parafia Przemienienia Pańskiego w Wielkiej Woli
Parafia Przemienienia Pańskiego w Wielkiej Woli – jedna z 10 parafii dekanatu żarnowskiego diecezji radomskiej. Parafię prowadzą księża diecezjalni.

## Historia
- Około 1686 Kazimierz Saryusz Skórkowski, komornik graniczny opoczyński, sprowadził do opieki nad cudownym obrazem bernardynów, którym ufundował klasztor i pierwotny kościół drewniany pw. Przemienienia Pańskiego, św. Michała Archanioła i św. Kazimierza Królewicza. 22 czerwca 1690 przeniesiono obraz do kościoła w Paradyżu, bo tak nazwano miejsce zamieszkania zakonników. 22 lutego 1699 bp Jan Dłużewski konsekrował drewnianą świątynię .Potęgował się ruch pątniczy. Budowa murowanego kościoła i klasztoru trwała w latach 1747–1757 staraniem prowincjała o. Augustyna Obrąpalskiego. W 1763 prymas Władysław Łubieński wydał orzeczenie, w którym określił obraz jako łaskami słynący, zaś w roku następnym bp Ignacy Kozierowski konsekrował kościół pw. Przemienienia Pańskiego i św. Michała Archanioła. W 1820 spłonął częściowo konwent i kościół, z którego uratowano obraz. Po 1864 klasztor był miejscem zbiorczym dla innych zakonników wysiedlonych w ramach kasat i represji popowstaniowych. Od 1893 pracowali tu księża diecezjalni, którzy rezydowali w Paradyżu z tytułem wikariuszy parafii Wójcin. Parafia formalnie została erygowana w 1918 przez bp. Mariana Ryxa. W 1963 bp Jan Kanty Lorek ogłosił to miejsce Sanktuarium Pana Jezusa Cierniem Ukoronowanego i Miłosiernego, zaś w 2006 bp Zygmunt Zimowski ogłosił to miejsce Sanktuarium Krwi Zbawiciela. Wnętrze kościoła było restaurowane w 1929. Wielki ołtarz jest w stylu późnego baroku. Był on restaurowany w latach 1995–1996. Całość ołtarza eksponuje środkową partię z cudownym obrazem. Obraz Chrystusa Cierniem Koronowanego pochodzi z pierwszej połowy XVII w. Jest to dzieło olejne na płótnie przyklejonym do deski. Sukienka pochodzi z początku XVIII w. Obraz był konserwowany przez Halinę Rudniewską w latach 1977–1978 staraniem ks. Izydora Papiera. Kościół jest w stylu późnobarokowym, jest budowlą trójnawową o zasadach bazylikowych. Fasada posiada dwie wieże dwukondygnacyjne zwieńczone hełmami.

## Terytorium
- Do parafii należą: Adamów, Alfonsów, Daleszewice, Dąbrowa, Feliksów, Grzymałów, Joaniów, Kazimierzów, Kłopotów, Paradyż, Popławy-Kolonia, Przyłęk, Psary, Sokołów, Stanisławów, Stasin, Stawowice, Stawowice-Kolonia, Stawowiczki, Sylwerynów, Wielka Wola[1].

## Proboszczowie
- 1937–1951 – ks. Henryk Błasikiewicz
- 1951–1958 – ks. Jan Bania
- 1958–1992 – ks. prał. Izydor Papier
- 1992–2021 – ks. prał. Adam Myszkowski[2]
- od 2021 – ks. prał. dr Piotr Supierz